# Zaiți, Zinkiv
Zaiți (în ucraineană Зайці) este un sat în comuna Udovîcenkî din raionul Zinkiv, regiunea Poltava, Ucraina.

## Demografie
Componența lingvistică a localității Zaiți
     Ucraineană (100%)
Conform recensământului din 2001, toată populația localității Zaiți era vorbitoare de ucraineană (100%).